# Crise du tourisme au Club Méditerranée
La crise du tourisme qui frappe le monde dans les années 2000 touche le Club Méditerranée qui modifie alors profondément sa politique commerciale. Cette crise débute le 11 septembre 2001. Par l'addition de faits successifs dans le monde entier, elle perdure toujours de nos jours, entraînant depuis plusieurs années des changements majeurs de positionnement pour l'entreprise, loin des préceptes établis lors de sa fondation un demi-siècle auparavant.

## Historique
À l'aube de l'an 2000, le Club Méditerranée reste depuis de nombreuses années dans une situation difficile : les villages vieillissants au confort insuffisant pour l'époque, l'héritage d'une gestion « chaotique » ainsi qu'un modèle économique dépassé n'apportent plus de bénéfices. Le voyagiste compte alors 120 villages, ce sera environ 70 la décennie suivante : l'entreprise reste très dépendante de cette principale activité. De plus, sa présence éparpillée dans une quarantaine de pays l'affaiblit et la rend particulièrement vulnérable au moindre événement mondial,. Parmi toutes les tâches auxquelles il s'attèle dès son arrivée en 1997, Philippe Bourguignon entreprend une politique commerciale de diversification cherchant à augmenter le nombre de clients, quitte à baisser les prix. Deux ans plus tard, un plan social est mis en place.

### 11 septembre 2001
Les attentats du World Trade Center marquent le début de problèmes économiques pour l'ensemble des intervenants du tourisme dont le Club Méditerranée. Dès le week-end suivant, une cellule de crise est réunie par Philippe Bourguignon dans les Yvelines : la ligne directive établie par le chef d'entreprise se voit enterrée,. La période qui s'ensuit, nommée l'« after eleven » par les Américains, oblige le Club Méditerranée à établir « une mutation complète ». Le Club Méditerranée licencie plusieurs centaines de personnes juste après le 11 septembre. Alors que les annulations pour les destinations du Maghreb tombent, l'entreprise décide de la fermeture d'une quinzaine de villages un mois après les événements,,. Licenciements et réduction du nombre de clubs, plusieurs dizaines de millions d'euros d'économie sont attendus.
Mais la politique de volume et diversification de Philippe Bourguignon, entamée lors de son arrivée à la tête du voyagiste, est un échec,. Poussé par les principaux actionnaires, il démissionne en décembre 2002. Il est remplacé par Henri Giscard d'Estaing. Ce dernier engage alors une montée en gamme, « seule issue possible » consistant, entre autres, à s'adresser à une clientèle plus aisée financièrement mais aussi à fermer les villages non rentables. Un an après l'arrivée de Henri Giscard d'Estaing à la tête du Club Méditerranée, les résultats restent mauvais, le nombre de clients chutant de plusieurs milliers : il annonce une perte de quelques dizaines de millions d'euros. Les problèmes survenus en Asie pèsent sur le compte de résultat et la fermeture des villages bas de gamme reste plus que jamais au programme répète-t-il.
Alors que le Club Méditerranée possède une dizaine de villages sur ce continent, les attentats de Bali en 2002 entraînent une chute immédiate du cours de bourse. Ces événements, suivis de l'épidémie de SRAS l'année suivante, engendrent un recul de chiffre d'affaires de l'ordre de 20 % sur l'Asie. Les années suivantes n'épargnent pas la région avec le tsunami dans l'océan Indien qui atteint Kani le village aux Maldives, détruit totalement Faru dans le même archipel et touche Phuket en Thaïlande. Mais aussi plus particulièrement l'Indonésie, où l’entreprise exploite deux villages, avec de multiples autres attentats. Bien que plus loin, tout ceci vient s'ajouter à l'ouragan Wilma qui pénalise le village de Cancún ou l'épidémie de chikungunya à La Réunion qui se répand dans cette ile durant plusieurs années. 
Les années suivantes, le chiffre d'affaires de l'entreprise progresse légèrement, et le nombre de clients suit également une courbe ascendante ; le Club Méditerranée enregistre des « petits bénéfices » lorsque débute la crise économique qui va s'ancrer dans le monde entier pour plusieurs années. Malgré tout, quelques signes positifs apparaissent, fruit de la politique commerciale initiée quelques années auparavant, d'économies, mais surtout de la vente d'actifs,. Pourtant, l’embellie est de courte durée et les bénéfices chutent de nouveau, conséquence entre autres de l'épidémie de grippe A. Le mouvement social dans les Antilles françaises et la Guyane en 2008-2009 oblige le Club Med à fermer temporairement ses deux villages, La Caravelle en Guadeloupe et Les Boucaniers en Martinique,.
L'éruption de l'Eyjafjöll en 2010, qui paralyse le secteur aérien durant les vacances de printemps, touche une dizaine de milliers de clients du voyagiste et lui coûte plusieurs millions d'euros. L'entreprise est obligée au dernier moment d'annuler, reporter ou remplacer les voyages prévus. Contrairement à d'autres voyagistes, le Club Méditerranée dispose d'un avantage pour la gestion de ces éventements perturbateurs par le département spécifique aux crises : « Dans la mesure où, contrairement aux autres tour-opérateurs, nos clients sont des adhérents, nous disposons de tous leurs portables et avons pu les contacter sans problème » précise l'entreprise.
De 2010 à 2012, les chiffres vont légèrement mieux, laissant espérer que la montée en gamme est positive malgré la crise qui persiste dans le domaine du tourisme,,. Pourtant, l'embellie reste de courte durée et Henri Giscard d'Estaing précise qu'il « n'observe ni signaux de stabilisation dans les pays de destination traditionnelle ni indication que l'économie européenne doive se redresser à court terme ». Les printemps arabes rejaillissent sur toute la profession et sur le Club Méditerranée.

### Bassin méditerranéen
Traditionnellement, le voyagiste reste très implanté dans le bassin méditerranéen et plus particulièrement en Tunisie, au Maroc, en Turquie ainsi qu'en Égypte. Le premier village du Club Méditerranée en Tunisie ouvre à Djerba en 1954, en 1961 au Maroc et sept plus tard au Caire. Outre des éventements locaux, la guerre d'Irak en 2004 fait suite aux attentats du World Trade Center et plonge l'ensemble de la région dans les difficultés,. Depuis 2010 et les printemps arabe, le « nombre de Français qui ont choisi l'Afrique du Nord pour leurs vacances a baissé de 47 % » précise Henri Giscard d'Estaing,. De son côté, la destination de la Turquie semble moins touchée au sein de l'entreprise, même si des attentats en 2003, 2004, 2010 ou 2015 frappent Istanbul et Ankara. La Grèce voisine, avec la crise de la dette publique qui débute en 2010 et entraine de multiples manifestations, ne change en rien la politique du Club Méditerranée qui n'y possède qu'un unique village prisé : la destination reste depuis quelque temps une valeur refuge. 
Quelques mois après le 11 septembre, l'attentat de Djerba marque le début d'une série de faits qui vont entrainer le tourisme tunisien vers une réduction importante de fréquentation. Alors que celui reste encore dynamique durant de quelques années, la révolution tunisienne qui débute en 2010 entraine une chute immédiate du nombre de touristes. D'ailleurs, l'ambassade de France déconseille la destination. Le pays est encore particulièrement touché en 2015 avec l'attaque du musée du Bardo, un attentat à Sousse puis vers la fin d'année à Tunis : la chute de clients s'accroit drastiquement. Fer de lance de l'entreprise les années passées avec les villages situés à Djerba ou Hammamet, abandonné en 2013, l'entreprise n'y conserve finalement qu'un unique club sur l'île de Djerba,.
Alors qu'un attentat a lieu à Casablanca en 2003 puis frappe le centre de Marrakech en 2011, après les manifestations de contestation de 2011, le Quai d'Orsay fini par inclure le pays dans la liste des « pays à éviter ». Après les fermetures de Smir ou Marrakech - la Medina quelques années auparavant, Le Club Méditerranée conserve malgré tout trois villages dans ce pays. 
Si divers événements ont lieu en Égypte comme l'accident de Charm el-Cheikh, qui touche pourtant directement un autre voyagiste français FRAM, ou le triple attentat qui s'ensuit dans le Sinaï, ceux de 2005 et 2006 qui tétanisent le tourisme, c'est surtout avec la révolution égyptienne de 2011 que le Club Méditerranée prend les mesures les plus importantes. Le voyagiste est obligé de rapatrier certains de ses clients en urgence. Par la suite, la situation politique reste instable et entraine la fermeture du site de Louxor, puis El Gouna,. Deux ans plus tard. L'attentat en février 2014 au Sinaï et l'attentat suicide perpétré en octobre de la même année font que l'entreprise ferme un autre village. Situation particulièrement tendue, plusieurs bombes explosent durant l'année suivante. La chute inexpliquée du vol Metrojet 9268, revendiquée comme attentat par l'EI, n'améliore pas la situation et le dernier village ouvert ces derniers temps par intermittence, Sinai Bay, voit lui aussi ses portes se fermer.
L'épidémie d'Ebola de 2014 en Afrique entraine moitié moins de ventes que d'habitude au Sénégal où l'entreprise est peu engagée avec un unique village à Cap Skirring,, le site de Dakar ayant déjà été clos quelque temps auparavant. 
Henri Giscard d'Estaing parle de crise « profonde » et n'envisage pas d'amélioration à court terme, le secteur du tourisme ayant « sans aucun doute plusieurs années difficiles devant lui ». Depuis les années 2000, la moitié des anciens villages ont disparu durant cette période.